# MicMacオンライン
『MicMacオンライン(ミックマックオンライン、MicMac Online)』は、韓国のJOYSPELL社が開発したMMORPGで、日本では、株式会社ベルクス(株式会社ベクターの子会社、2007年9月1日よりベクターからベルクスに運営が移行)が運営をしていた。ベクターグループのオンラインゲーム参入第一弾である(第二弾はArsMagnaであり、同じアカウントでArsMagnaもプレイできる)。ネットマーブルからもプレイできた。2006年6月1日〜15日にクローズドβテストが実施された。同年7月7日よりオープンβテストが開始され、同年11月1日に正式サービスへ移行した。参考までに、MicMacはフランス語で、混迷、混乱、紛糾、陰謀、悪巧み、企みなどの意味であり、「MicMacれぃでぃお(オープンβ中にキャンペーンとして行われた)」等によると「ごちゃまぜ」の意味が込められているという(#ベルクス公式サイトの本ゲームの紹介ページにも「ごちゃまぜ」の意味であると記述されていた)。MicMacOnlineを略すとMMOになる。2008年9月30日にサービスを終了した。

## 概要
キャッチフレーズは「いつでもいっしょ〜MicMacオンライン」。オムニバスワールド(夢の世界)を舞台にしたファンタジー3DMMORPG。二人一組でキャラクターを共有する#ソウルメイトシステムと二つの職業を選択できるデュアル転職システム(未実装)が特徴的。プレイヤーキャラクターの種族は人間の男女(性別は装備する防具に区別があるものの能力に違いは無い)。クリックゲーム。キャラクターステータスはレベルアップ制。スキルはレベルアップ制を基本にし、スキルツリーを含むスキルポイント制。デスペナルティは経験値2%。基本的に戦闘対象はモンスター。キャラクター間の戦闘(対人戦、PK)は無い。ギルド間の戦闘は実装予定。ギルド用のHP(ブログ)が充実している。パーティは6人以内。ソロプレイでのキャラクター育成は、ほとんどの職業で可能。生産システムは限定的。露店無し(公式の取引所有り)。乗り物(課金アイテム)有り。ペット無し。プライベートダンジョン有り。キャラクター名のあとからの変更は不可。サーバーはアルピニアサーバーの一つのみ(4ch、他にダンジョン専用サーバーが2ch)。1アカウント3キャラクターまで(1サーバー3キャラであり、サーバーが一つしかないため)。定期メンテナンスは毎週水曜日の14時〜17時(以前は11時〜15時や10時〜14時だった)。基本プレイ無料（アイテム課金制）。課金ポイントの決済は、クレジットカード、WebMoneyなど。nProtect:GameGuardが導入されている。みんどこを公認している(ベクターで運営しているので当然だが)。
「いつでもいっしょ〜MicMacオンライン」と謳いながら3年持たなかった。

## 世界観
人々の想像力と言葉の力によってオムニバスワールド（夢の世界）が誕生し、そこに世界樹ティリア（人々の想像力〈夢〉をオムニバスワールドの魂に変え、オムニバスワールドに生命を与える）が誕生する。ティリアがアルバス（白いカラスの姿をし、人々の夢をオムニバスワールドへ導き、ティリアの意志を代弁する）を創造する。アルバスが5つのロド（魂）を召喚し、ロドはそれぞれ、アルペオン（大地）、インフェロス（火）、アクアオン（水）、アエリス（空気）、ルクシアン（光）の世界を創造する。ティリアは、人々の想像力（夢）とその想像力の根源となる物語からソウェル（生命の魂、生命と魂の宝石）を創り出して、（ティリアの子である）木の妖精とともに夢の民たちに分け与えた。オムニバスワールドは繁栄していった。ティリアは門の神イヌアスを創造し、各界間の移動を安全に行えるようにした。だが次第に人々は夢を失っていき、オムニバスワールドで挫折した人々は、破壊的で暴走するようになった。それに乗じてラムペルが、オブスキュラン（闇）、イレカル（混乱）、オブラバ（亡失）という界を用意し、そこにオムニバスワールドで挫折した人々が滞在するようになった。そしてついに誰も夢を見なくなった日が訪れ、ソウェルを失ったりソウェルが闇に染まりモンスター（デビル）となった人々がオムニバスワールドを破壊し始めた。オムニバスワールドが破壊されると、現実世界の夢も失われるという負のスパイラルに陥っていった。完全なソウェルをかろうじて持っていた一部の夢の民たちは、現実世界に助けを求め始めた。ちょうどその時、無貌の神（非存在という存在、ニヒル）が、ティリアの界の片隅でラムペルの界でもないところから進入してきた。ラムペルは無貌の神に同属嫌悪の感情を抱き、無貌の神もラムペル・ティリアの界全体に憎悪、反発、執拗な妬みの心を持っていた。無貌の神はこれらの界全体を破壊するため、まずラムペルを攻撃した。ラムペルはオブスキュラン、イレカル、オブラバの君主たちに無貌の神を攻撃するように命じたが、3君主は破れ無貌の神により二つに分けられ、6君主となって無貌の神の部下となってしまった。無貌の神はこの戦いの後、勝つ度に、非存在であるはずの自分の姿が現われ、弱くなっていくことに気が付いた。そこで無貌の神は3君主の恨みを集めてオムニデクロンという恐怖の君主をつくり、姿を隠した。ティリアの五元素ロドは、無貌の神の攻撃に対するために、生命と流れの元素である火（ウォーリア）、風（アーチャー）、水（ウィザード）の（極めた者が、無貌の神から界を守ることができる）人間完成の道を示した。この段階では人間完成の道にはティリアだけが介入した。オムニデクロンは永遠でない自分たちの実体を確実にするために必要な界を作るための財源を得るためにティリアの界を一斉に進撃し始めた（2次侵攻）。オムニデクロンは、まず界の中心にある元素の柱の一部を奪取し、それから各存在界に部下を送って侵攻し始めた。侵攻以後、各界は創造界から闘争界へと変化し、人間完成の道は欲望的で戦闘的な道へと変化してき、4〜5段階の昇給段階に体系化していった。そして、ラムペルはティリアに、勇者は創造界・外界すべてで必要であるから、人間完成の道の中間段階へ来た者はラムペリアンとティリアナという2つの成長の道から一つを選択しなければならないようにすることを提案し、受け入れられた。ティリアナとラムペリアンの勇者たちが、自分の居場所の創造界を望んだので、アルバスとアルターは中間界の廃墟領域に、デクロン軍団の攻撃から守るための砦として、ラムペリアン村、ティリアナ村を作った。（以上公式サイト世界観の要約）
オムニバスワールド（夢の世界）が舞台とされるが、それは現実世界の人々が夢を失った（夢を見られなくなった）時代の夢の世界であるという。プレイヤーキャラクター（スプリアン）は世界を守るためにオムニバスワールドに降り立ったというところか。人間完成（キャラクター育成）の道は生命と流れの元素である火（ウォーリア）、風（アーチャー）、水（ウィザード）であるという。キャラクター作成前には、キャラクターの代わりに赤、緑、青の宝石状のものが表示されるが、火、風、水を象徴しているのかもしれない。ファンタジーとスチームパンクの要素が融合された世界であると思われる。他に風車が各地に建てられているのが目に付く。登場するモンスターが独特（いわゆる良く知られたモンスターはほとんど登場しない）である。日本風の装備（巫女・祝人）に関わる説明に「失われた東方の皇国」とある。

## ゲームシステム

### 操作・戦闘
アクティブバトル形式(クリックゲーム)を採用、キーボードでの移動は基本的にできないが、コマンドも少なく使うキーも少ないので、初めての人でも覚えやすいと言える(逆にプレイヤースキルが反映されにくいとも言えるが)。Tabキーにより近くの#モンスターをターゲットできる(Tabキーターゲット可能な範囲に複数のモンスターが存在する場合、最も近いモンスターをターゲットするが、既にそのモンスターをターゲットしている場合は次に近いモンスターをターゲットする。このため、Tabキーを何度押しても近くの2体を交互にターゲットするだけである)。またShft+Tabキーによりパーティメンバーを順次ターゲット(2006年11月29日実装)できる。ユーザー定義のショートカットは、1から0の10個×5(それぞれに装備武器を割り当てることもできる，F1~F5キーで切り替え)のクイックスロットにセットできる。デスペナルティは#経験値2%のみである。アシスト機能(パーティメンバーリストの各キャラクターのレベルの数字付近を右クリック)が実装されており特に後衛では重要である。脅威(ヘイト)値によりモンスターは攻撃相手を決めているようであるが、#回復系のスキル(ヒールやキュア)の脅威値が大きい。#スキルの振り方は自由であるが、回復系のスキルを使用するキャラクターは#特性スキルにより脅威を下げたほうが良いかもしれない。
一般攻撃
一般攻撃コマンドまたはマウスダブルクリックにより、装備している#武器でモンスターを攻撃(殴るなど)する。#杖/スタッフで殴る場合杖/スタッフには#攻撃力が無い?(#虎眼石は装着できる?が)ためキャラクターの#ステータスによる生身の物理攻撃力になる(著しく弱い)。武器を装備していない場合、一般攻撃はできない(武器を装備していないと#スキル攻撃もできないのであるが)。#太陽の海岸等で#ノンアクティブモンスターの場所でPL(Power Leveling)される場合、武器を外しているとダブルクリックによる誤動作の心配が無く安全である。
パーティ
パーティは6人以内であり、モンスタードロップ#アイテムの分配方法は自由獲得(拾った人のもの)と自動分配(ランダムに分配)が選べる。いずれの分配方法でもゴールドは等分される。また、ある程度距離が離れるとゴールド、アイテム、#経験値とも分配されなくなりソロプレイと同じになる(#パーティチャットで会話はできるが)。経験値のパーティボーナスは上方修正された(上方修正記念として「パーティーボーナス大増量イベント」が一ヶ月間開催された)ものの、モンスターの数が少ない場所など、パーティでのモンスター狩りと比較して獲得経験値だけを見れば、ソロでの方が得な場合も有るので(#ソウルメイトの場合は、経験値にパーティボーナスに加えてソウルメイトボーナスが付くため、#ソウルメイトレベルにもよるが、一匹当たりソロでの狩りにおおむね近い経験値が得られるため、ほとんどの場合パーティで狩ったほうが得だと思われる)、ソロプレイでキャラクターを育てることは、ほとんどの#職業で可能ではある(ソロプレイも重視していきたい方向だという情報もある)。またソロプレイ向きであると思われる職業もある。ただ、ダンジョン関連の#クエスト等、(レベルが上がってから消化するという選択もあるが)一部のクエストについてはソロでは厳しいものがある。現在実装されてはいないが、パーティ/クラン用クエストが実装予定でもある。

### モンスター(MOB)
一般モンスター、ボスモンスター、Namedモンスターがいる。モンスターを倒すと、ゴールド/アイテム(#精錬材料、#武器、#防具、#ソウェル、#聖水、#HP/MP回復薬、#装飾品)をドロップする(#盾はドロップしない)。ドロップしたゴールド/アイテムは拾わないと、その場に残る。モンスターには狼系、パラソル系など種族があり、同じ種族は(パラソル系は弱い、キャット系は攻撃力が強いなど)おおむね特徴が似ている。現状モンスターの攻撃は殴る蹴るの物理攻撃だけであり、#スキル攻撃はしてこない(#ダンジョンモンスターを除く)。時折普通の攻撃よりも威力の大きな連続攻撃をしてくることがある。モンスターは、単独で行動する単独モンスターと複数体で行動する集団モンスターに分類することができる。モンスターは倒されて一定時間後に再出現するのであるが、集団モンスターは、集団の一部が倒されても再出現しない。集団が全滅して一定時間後に揃って再出現する。
ネームカラー
モンスターとのレベル差によりモンスターの名前の表示色が変わる。「モンスターレベル－自キャラクターレベル」が、-7以下で灰色、-6から-2で緑、-1から+1で白、+2から+5でオレンジ、+6以上で赤で表示される。灰色ネームのモンスターを倒しても#経験値が入らない。+2以上上のレベルのモンスターへの攻撃やスキルは命中率が低くなり、+5以上上(+5はオレンジである)のレベルのモンスターからは大ダメージを受ける(2006年8月4日にレベル差補正ペナルティは下方修正されたもののまだまだダメージは大きい。本ゲームの特徴としてレベル差補正が大きいことが挙げられる)。また、「モンスターレベル－自キャラクターレベル」が大きい程、モンスターに対する脅威値は上昇しやすい。ボスモンスター、Namedモンスターはレベル差に関わらず黄土色、紫色であるが、レベル差補正は通常モンスターと同じである。(未検証ではあるが)自キャラクターより低いレベルモンスターからのアイテムドロップ率は低く、高いレベルのモンスターからは高い可能性がある。
アクティブ、ノンアクティブ
モンスターは、その性格によりアクティブモンスター、ノンアクティブモンスターに分類される。モンスターをターゲットした時に画面中央上に表示されるモンスター情報ウィンドウによっても、アクティブ/ノンアクティブの区別が分る。ノンアクティブモンスターは、攻撃やスキルにより脅威値を上昇させない限り戦闘を仕掛けてこない(但し、後記の「リンク」により脅威値が上昇すると戦闘を仕掛けてくる)。アクティブモンスターは、近く(モンスターによって距離は異なる)にいるだけで一定確率で脅威値が上昇し攻撃を仕掛けてくる。「モンスターレベル－自キャラクターレベル」が低い程脅威値は上昇しにくいため、レベル差によっては、アクティブモンスターに近づいても戦闘を仕掛けられないこともある。
リンク
あるモンスターが戦闘中あるいは追跡中のとき、近くのモンスター(同種のモンスターや師弟関係にあるモンスター)からの脅威値が上昇し、加勢してくることがある。これをリンクといい、リンク範囲の広さはそれぞれである。単独モンスターは、戦闘時通常のリンクを起こす。集団モンスターは、いずれか1体が戦闘あるいは追跡を開始すると、残りの数体も距離とは無関係に必ず即座に加勢する。また、通常のリンクも起こす。
無敵
戦闘のとき、モンスターは、ある程度の距離(モンスターによって追いかける距離が違い、#一般攻撃や#スキルにより脅威値が上昇している場合は追跡距離が伸びる)まで追ってきて、元の場所付近に引き返すが、引き返している間はモンスターは無敵となり一切の攻撃を受け付けなくなる(全て「MISS」または「IMMUNE」表記になる)。無敵は元の位置に戻るとすぐに解消されるが、リンクなどにより無敵のモンスターにターゲットされる(定位置に戻る前に再ターゲットされる)と、一方的に攻撃される状態になってしまう。この場合の無敵を解消するには逃げ切る(または死ぬ)しかない。
ボスモンスター
基本的に出現間隔が長い、出現場所が固定、アクティブ(一部ノンアクティブ)、同一レベルのモンスターに比べかなり強い、太陽の海岸以降を除きドロップは普通。護衛のモンスターがいる場合もある(護衛の位置でボスの出現位置の見当が付くということでもある)。2006年8月30日に実装され、その後クエストの追加やダンジョンの実装に伴い追加された。2007年10月10日バランス調整(強化)、ドロップアイテムの追加(#装備は#プレミアム装備相当またはそれ以上の性能。防具については#交換可能?。#指輪は既存の#錬金品などを上回る性能。)が実施された。ボスモンスターの追加、ドロップアイテムの追加が予定されている。名前の後ろに「ボス」が付く一般モンスターが数種類存在する(「ティックタッククラブボス」、「マッシュルームマン・ボス」等。現在のところ「ボス」が名前に含まれるボスモンスターはいない)。
Namedモンスター
公式ガイドでは特殊モンスター。出現間隔が長い、出現場所がランダム、ノンアクティブ、同一レベルのモンスターに比べかなり強い、ドロップが良い。2006年8月30日に実装された。2007年10月10日バランス調整(大幅強化、バランス調整前は同一レベルのモンスターに比べ弱かった)、ドロップアイテムの追加(装備はプレミアム装備相当またはそれ以上の性能。防具については交換可能?。指輪は既存の錬金品などを上回る性能。)が実施された。Namedモンスターの追加、ドロップアイテムの追加が予定されている。

### マップ・移動
移動手段の基本は徒歩。#乗り物(#プレミアムアイテム)を使うと多少速くなる。テレポートに柔軟性が無く、移動手段のバリエーションが少ないと言えるかもしれないが、本ゲームのマップはそれほど広くなく、現在のところ新しく追加される上位レベルのマップは既存の町に近い場所に配置されているので、移動の不便さはそれほど感じないと言える。また(特に平地では)かなり遠くを移動先としてクリックできるので、移動のためのマウスクリックは少なくてすむ。マップウィンドウに、自キャラクター位置は黄色で表示され、同一チャンネルの同一マップにいる場合に、#ソウルメイトはオレンジ、#パーティメンバーは緑で居場所が表示される。
テレポート
帰還の書を使うと(キャラクター死亡時も)位置セーブNPCにより保存した位置(町)にテレポートする。保存できる位置(町)は1ヵ所のみである。ソウルメイトスキルの#召喚によって、ソウルメイトを自分の位置に召喚できる。特定の町を選んでテレポートできないし、町へのテレポートは一方通行であるが、帰還の書とソウルメイトスキルの召喚を合わせて使うことにより、位置セーブした町にテレポートして戻ってくることは可能である。また、出会いのスクロール(プレミアムアイテム)を使って特定のキャラクターのいる位置にテレポートすることができる。
位置セーブNPC
アルピニア、シラリス、プレミオにいる。テレポート位置をセーブする。アルピニアとプレミオは地続きでなく異次元にあるが、位置セーブNPCは相互のテレポートのポータルNPCも兼ねている。
見えない木
ゲームのオプションで草グラフィックの表示をオフにした場合、一部の場所に見えない木が発生してしまう。通常草グラフィック表示オプションで表示/非表示される木は通過可能な背景としてのみ意味を持つものであるが、一部障害物となるものがあり、非表示にしていると、表示が何も無い場所で引っかかることになる。

#### 地域
アルピニア地域
東がレイン川流域とつながっている。プレミオ地域とポータルNPC(位置セーブNPCが兼務)によりつながっている。2007年3月14日リニューアルされた(全く別の町となった)。
町：アルピニア(村) 主に大地の元素が集中して形成された世界「アルペオン」の中心。アルピニア王国の首都である神殿都市(アルピニア王室と関連した人物達が居住)。ティリアの「創造界」入門の最初の関門であり、ゲームの最初の舞台となる。
#一般モンスター：1,3,5〜10。#ボスモンスター：厄介者のブラックウルフ(11)、危険なレッドパラソル(12)。#Namedモンスター：逃亡者パコ(10→20)。
レイン川流域
レイン川は、シラリスとアルピニア間の平地を流れ、大地に豊かな恵みを与えている。ソウェルを集める魔導機械「ソウェルキャッチャー」が点在。西がアルピニア地域、東がシラリス地域、南が太陽の海岸とつながっている。南に女王の宮殿の入り口がある。
一般モンスター：5,8〜11,13,15~19,21~23。ボスモンスター：流亡のスパイクマッシュルーム(24→34)。Namedモンスター：ミック・ザ・フラッシュナックル(22→32)。
シラリス地域
シラリス1世が開拓したアルピニア王国の辺境地域で、2次侵攻時にオムニデクロンの部下が地下に封じられたという。西がレイン川流域、北が征服の地につながっている。北にチェスの城の入り口がある。
町：シラリス。
一般モンスター：19,21〜25,27~31。ボスモンスター：ガネード兄弟次男(22)、ガネード兄弟長男(25)、ガネード兄弟三男(30)。Namedモンスター：ハデ好きなベスパー(32→42)。
征服の地
シラリス1世によって征服され、2次侵攻でオムニデクロンに征服されたため、二重の意味で呼ばれる。南がシラリス地域、北が夜の渓谷と失われた峡谷につながっている。2006年12月22日リニューアルされた。
一般モンスター：27,31,33,35,37~39,41~43。ボスモンスター：ヒステリック カビット(44→54)。Namedモンスター：愚者王マイダス(42→58)。
夜の渓谷
闇に閉ざされた谷。異空間より「暗黒物質」がアルペオンに流入している。夜が昼よりも長く、昼も暗い。南が征服の地につながっている。
一般モンスター：39,41〜44,46,47。ボスモンスター：探索者ベイルスパイン(48→58)。Namedモンスター：黄金槍を持つネオサス(47→60)。
失われた峡谷
2次侵攻以降、アルペオンに流入する「暗黒物質」が、「ダークソウェル(巨大な闇のソウェル)」として凝縮されている。力を失った闇の君主オプスキュランが、アルターよりの啓示をうけ、再起を狙っていると噂されている。南が征服の地につながっている。
一般モンスター：48〜52。ボスモンスター：ヘパーヴァイン(54→64)。Namedモンスター：慟哭のヘパーヴァイン(54→71)。
太陽の海岸
レイン川の南、河口に形成された三角州。太陽の光を浴び、黄金色に輝く砂浜と宝石のように青く煌く海のために、太陽の海岸と呼ばれる。アルペオンでもっとも暑いが、海水温は低い(かつては貴族達の避暑地)。北がレイン川流域とつながっている。2006年8月16日に実装された。
一般モンスター：52〜61。ボスモンスター：護送者カーニバル(64→74)
プレミオ地域
アルピニア地域とポータルNPC(位置セーブNPCが兼務)によりつながっている。2006年12月22日に実装された(実装記念に経験値2倍イベントが開催された)。
町：プレミオ 公式ガイドではインフェロス村とも。技術文明に通じている移住者(狼のようなサンドラ族)により建設された。移住者たちは、やがて火の力を利用した多くの自動機械を発明した。
一般モンスター：63〜70。ボスモンスター：ブラックイーグル(70→75)、ラバァゴーレム(74→80)。
黄昏の丘陵
新マップはネームドモンスターばかり登場する強敵がひしめくマップで、通常の雑魚モンスターは見た目は同じだが、強力な物理耐性と魔法耐性を持つ敵が配置されている。プレミオ地域とつながっている。

#### ダンジョン
MICシステム(ダンジョン)
2007年3月14日に実装された(実装にともない攻略コンテストが開催された)。MICは、MicMac Individual Chamberの略。プライベート(インスタンス)ダンジョンである。ダンジョンの入場に特別なアイテムやゴールドなどは必要ない。入り口に行くだけである。パーティ毎に個別のダンジョンが生成される。ダンジョンというものの、地形は固定であり、全マップを最初から見渡すことができ、モンスターの配置も固定である。各ダンジョンの定員は50パーティずつであり、越えて入れなかったパーティは順番待ちとなる。順番待ちはシステムで自動的に処理され、ダンジョンの前で待っている必要は無く、自由に行動できる。レベル10代と20代パーティ用ダンジョンの二つが実装済み。10代用ダンジョンを10代ソロでクリアするのは難しい(20代用も同様)。ダンジョン内のキャラクターとの#ささやきチャットに不具合(ダンジョンの外からはささやきができるが、逆はできない)がある。2007年5月16日難易度が下方修正された。
女王の宮殿
レベル10代パーティ向けダンジョン。チェスをモチーフにしている。レイン川流域から入る。2007年3月14日に実装された。
一般モンスター：14〜17。ボスモンスター：バードラン(18)、ローダーワーク(19)、カイヤ(20)、ヒステリックカイヤ(21)。
チェスの城
レベル20代パーティ向けダンジョン。チェスをモチーフにしている。シラリス地域から入る。2007年3月14日に実装された。
一般モンスター：26〜29。ボスモンスター：マウスロイド(27)、スモークラー(28)、ハザード(29)、スペード(30)。
```
各マップの位置関係
 
     黄昏の丘陵              夜の渓谷 失われた峡谷
         ||                        ||  ||
    プレミオ地域                征服の地  チェスの城
         ||(ポータル)              ||     ||
    アルピニア地域 = レイン川流域 = シラリス地域
           　          ||    ||
               女王の宮殿  太陽の海岸
```

主なNPCの町毎の配置
| 町         | ソウルメイト | ソウルメイト | 商店      | 商店      | 商店  | プレミアム | プレミアム | プレミアム | プレミアム    | #倉庫 | #取引所 | #精練 | #位置セーブ | #転職 | #クラン |
| 町         | #結成        | #解消        | #武器防具 | #ソウェル | #雑貨 | #商店      | #交換      | #ガチャ    | #ヘアーサロン | #倉庫 | #取引所 | #精練 | #位置セーブ | #転職 | #クラン |
| ---------- | ------------ | ------------ | --------- | --------- | ----- | ---------- | ---------- | ---------- | ------------- | ----- | ------- | ----- | ----------- | ----- | ------- |
| アルピニア | 〇           | 〇           | 〇        | 〇        | ◎     | 〇         | 〇         | 〇         | 〇            | ◎     | 〇      | 〇    | 〇          | 〇    | 〇      |
| シラリス   |              |              | 〇        | 〇        | 〇    |            |            |            |               | 〇    |         | 〇    | 〇          | 〇    |         |
| プレミオ   |              |              | 〇        | 〇        | 〇    | 〇         |            |            |               | 〇    | 〇      | 〇    | 〇          |       |         |

### クエスト
基本的に、消化できるレベルになってから各クエストを受け取り可能になる(クエスト発生の条件は基本的にキャラクターレベルであるが、あるクエストの消化が別のクエスト発生の条件となっていることもある)。受け取り可能なレベルを過ぎて消化した場合、報酬は相対的に見るとかなり低くなってしまうが、#ダンジョンのクエスト等、受け取ってすぐ消化するのは難しいものもある。受け取り可能になると「〜の誰かが呼んでいます」というメッセージが表示される。各クエストを発行するNPCの位置は全体マップに「！」マークで表示される。クエストは同時に12個まで受けることができる。クエストを破棄するともう一度受け取り可能になるが、最初からではなく、ほとんどは途中からのやり直しになる。クエストを消化すると報酬として、ゴールド、#経験値、アイテムなどがもらえる。
シナリオクエスト(一般クエスト)
相互に関連するクエストもいくつか実装されてきているものの、単独のクエストが多い。ほとんどが、#モンスターを倒すとか、お使いとかのクエストである。深みということでは、今後の実装待ちであろうか。現状、レベル37以降になるとレベル48/49を除きシナリオクエストが実装されていない(無限に続く「胞子集めクエスト」はあるが、30代以上のキャラクターにとっては無意味であると思われる)。
昇級/転職クエスト(4次転職まで実装済み)
消化すると#昇級/転職する。レベル5(1次転職)、24(2次)、40(3次)、60(4次)に達すれば、それまでの昇級/転職クエストを消化している場合に、受けることができる。昇級/転職クエストにも#経験値報酬がある(特に1次と2次で)。昇級/転職クエストの経験値報酬によりレベルアップした場合、#ステータス上昇値は昇級/転職前の職でのものになり(ステータスを損する)、その後転職クエストが完了して上位職となる。各#職業固有のステータス上昇値は、その職業のキャラクターがレベルアップしたときに適用される。
分岐クエスト(未実装)
構想によると、複数のクエストの中からの選択により、内容や連携するクエスト、難度、報酬が異なるものになるらしい。
#ソウルメイト専用クエスト(未実装)
#パーティ/#クラン専用クエスト(未実装)
期間限定クエスト
イベントなどで期間限定クエストが発行されることがある(みっちゃんのお願い、黄金のパンパスウルフ(正式サービス開始記念)、紅葉したウッドポーク、運勢お守り、愛のチョコレート)。期間終了によりクエストを受けられなくなった後も、しばらくは進められることもあるが、進行不能になる場合もある。
#クラン設立クエスト
消化するとクランを設立できるようになる。2次転職すると受けることができる。
#乗り物(免許・ライセンス)クエスト
消化すると乗り物に乗るライセンスが貰える。ライセンスは生物系と非生物系に分かれておりクエストも別々である。レベル30になると受けることができる。

### 職業(クラス)
1次転職(レベル5から)、2次転職(レベル24から)、3次転職(レベル40から)、4次転職(レベル60から)、5次転職(レベル83からを予定、未実装)。ステータスの上昇値が、各職業ごとに固定である(ウォーリア系は#力、アーチャー系は#敏捷、ウィザード系は#精神力の上昇値が大きい)。キャラクターのレベルアップによって直接上昇するステータスは、力、敏捷、#体力、#エネルギー、精神力、#幸運の6つである。高次の職業のほうが、その職業に必要とされるステータスの上昇値が大きいため、一般的に転職できるレベルに達したら転職する方が有利である。現時点での事実上のレベルキャップは77である。2007年9月12日のスキルバランス調整前までは片手剣ウォーリアがゲームをプレイする上で有利であった。盗賊(シーフ)は無いが、アーチャー系の#潜行特性と#ダメージ技術特性に盗賊に近いスキルがある。全般に職業の種類が少ないとも言えるが、デュアル転職(未実装)とスキルポイント制で補っているようである。例えばウィザードで言うと、本ゲームには他のRPGでいうところの黒魔法使いや白魔法使いなどの区別は無く、全て職業としてはウィザードである。だが、スキルの振り方によって黒にも白にも中間にもできる。このことは基本特性で特に言えることではあるが、専門特性を振ることが可能になっても、例えば回復に重点を置いたウォーロックを作ることもできる。このスキルの振り方によってキャラクターの特徴を出すことはウォーリア系やアーチャー系についても言えることではあるが、特にウィザード系においては#装備武器に縛られないため、スキルリセット(#プレミアムアイテム)によって、すぐさま特徴を変えることができることで顕著である。
転職神官
#アルピニア、#シラリスには、#転職クエストを発行する転職神官が3人(ウォーリア系、アーチャー系、ウィザード系)ずついる。
テンダーフード
基本職。転職させずにテンダーフードのまま育てることは、さまざまな困難(#スキルが使えない。#装備の発動率が低い。#S3の装備が基本的に無い。#プレミアム装備が無い。)があり、難しい。
ウォーリア(戦士)系
主に近接攻撃武器(#片手剣＆#盾、#槍、#両手剣)を使用する職業。他の職業に比べ防御力が高い。ウォーリア系に転職すると覚える(スキルポイントを振る)ことが可能な基本特性スキルは、#防御特性、#攻撃特性、#体術特性。4次転職後覚えることが可能な専門特性スキルは、#戦闘技術特性か#防御技術特性。
アーチャー(弓兵)系
主に遠距離攻撃武器(#弩、#長弓、#バリスタ)を使用する職業。基本特性スキルは、#戦闘特性、#技術特性、潜行特性。専門特性スキルは、#射撃技術特性かダメージ技術特性。
ウィザード(魔法使い/僧侶)系
主に魔法攻撃武器(#杖/スタッフ)を使用する職業。攻撃をする場合は、杖/スタッフの#通常攻撃には威力が無いので、#スキル攻撃を主とする。基本特性スキルは、#回復特性、#破壊特性、#保護特性。専門特性スキルは、#エレメント特性か#詠唱特性。
| 転職系列               | 基本職                 | 1次(5から)                  | 2次(24から)                 | 3次(40から)          | 4次(60から)            | 5次(未実装)                         |
| ---------------------- | ---------------------- | --------------------------- | --------------------------- | -------------------- | ---------------------- | ----------------------------------- |
| ウォーリア系           | テンダーフード(初心者) | ファイター(戦士)            | パイクマン                  | グラディエーター     | バーサーカー           | ブラッドファイター(血まみれの戦士?) |
| ウォーリア系           | テンダーフード(初心者) | ファイター(戦士)            | パイクマン                  | グラディエーター     | ナイト                 | コマンド(指揮?)                     |
| アーチャー系           | テンダーフード         | レンジャー(野伏)            | スカウト                    | チェイサー(追撃者)   | ボウマスター(弓の名人) | バリスタ                            |
| アーチャー系           | テンダーフード         | レンジャー(野伏)            | スカウト                    | チェイサー(追撃者)   | ローグ(悪党)           | ナイトストーカー(闇夜に忍び寄る者)  |
| ウィザード系           | テンダーフード         | メイジ(Mage)                | エレメンタリスト(精霊術師?) | ソーサラー(Sorcerer) | ウォーロック(Warlock)  | エルドリッチ(超自然?)               |
| ウィザード系           | テンダーフード         | メイジ(Mage)                | エレメンタリスト(精霊術師?) | ソーサラー(Sorcerer) | プレイヤー(祈祷者)     | プリースト                          |
| コモン・ジョブ(未実装) | テンダーフード         |                             |                             |                      | マイナー(鉱夫?)        | ティンカー(鋳掛屋?)                 |
| コモン・ジョブ(未実装) | テンダーフード         | エキストラクター(抽出装置?) | アルケミスト(錬金術師)      |                      |                        |                                     |
| コモン・ジョブ(未実装) | テンダーフード         | バード                      | モッカー(あざ笑う人?)       |                      |                        |                                     |
| デュアル転職(未実装)   | テンダーフード         | 1次職                       | 2次職                       | 3次職                | 他の職業の1次職        | 他の職(4次で選んだ職)の2次職        |

主なキャラクターステータス
名声
詳細不明。
HP
ヒットポイント。主に#モンスターから攻撃を受けることで減少する。0になると死亡する。非戦闘状態の時、自然回復する(座ると回復量が増える)。
MP
マジックポイント、マナポイント。主に#アクティブアタックスキル/#アクティブ補助スキルを使用することで消費する。非戦闘状態の時、自然回復する(座ると回復量が増える)。
EXP
モンスターを倒したり、#クエストの報酬で(キャラクターレベル)経験値を得られる。現在のレベルから次のレベルになるために必要な経験値を100%として百分率で小数第2位まで表示される。
重さ
#インベントリーにアイテム(#一般アイテム、#装備、#乗り物、#機能性アイテム)を合計重量で最大6700まで所持できるが、現在所持しているアイテム合計重量の6700に対する比率。70%を越えるとHP、MPが自然回復しなくなる。90%を越えると攻撃とスキルが使えなくなる。持てる重さは、性別/職業により違いは無い。
(物理)攻撃力
最小攻撃力と最大攻撃力がある。
魔法攻撃力
最小魔法攻撃力と最大魔法攻撃力がある。
防御力
最小防御力と最大防御力がある。
魔法防御力
未実装?
ブロック(成功)率
最小ブロック率と最大ブロック率がある。
力
攻撃力に影響する。キャラクターのレベルアップで直接に上昇する。
敏捷
命中率、回避率に影響すると思われる。キャラクターのレベルアップで直接に上昇する。
体力
(最大)HPに影響する。キャラクターのレベルアップで直接に上昇する。
エネルギー
(最大)MPに影響する。キャラクターのレベルアップで直接に上昇する。
精神力
魔法攻撃力/魔法防御力に影響する。キャラクターのレベルアップで直接に上昇する。
幸運
クリティカル率やアイテムドロップ率に影響すると思われる。キャラクターのレベルアップで直接に上昇する。
アイテム組立技術
#武器防具組立に関する技術。0〜100。組み立てを行うと上昇する。組み立て、錬金、加工の精錬3技術は合計110のキャップがあり、合計が110になるといずれかの技術が上がると他の技術が下がるようになる。組み立て技術レベルにより組み立て可能な武器・防具が制限される。組み立てに失敗は無いと思われる。
アイテム錬金技術
#一般アイテム錬金に関する技術。0〜100。錬金を行うと上昇する。精錬3技術の110のキャップがある。錬金技術レベルが上がることによって一般錬金の成功率が上がる。
アイテム加工技術
#原材料加工に関する技術。0〜100。原材料加工を行うと上昇する。精錬3技術の110のキャップがある。加工技術レベルが上がることによって余分にできる加工品の個数が増える。加工に失敗は無いと思われる。
攻撃属性
火、水、大地、気候、闇、光
防御属性
火、水、大地、気候、闇、光
隠しステータス
以上の他に、ユーザーが確認できないステータスとして、命中率、回避率、クリティカル率、アイテムドロップ率、アイテム獲得率(、精錬レベル、移動速度、攻撃速度)などがあると思われる。

### スキル
スキルポイント制を採用。レベルアップ時に獲得するスキルポイント(1レベルにつき2ポイント、レベル4までは加算なし)を割り振ることによってスキルを習得することができる(ポイントは攻撃スキル/特性スキル共通なので、極端に言えば攻撃スキルのみ、または逆に特性スキルのみに振ることも可能)。一部のMMOに見られるスキルを使うことによりスキルポイントが得られるということはなく、スキルポイントはレベルアップによって得られるものだけである。割り振るときに特性スキルを左クリックした場合は確認のメッセージが表示されるが、それ以外の場合やり直しがきかない。また、いわゆる罠スキルも存在する。アクティブアタック/サブスキルにはキャストタイムとクールタイムが存在する。4次、5次職の専門特性スキルは実装済みであるが、4次攻撃スキルは未実装である(もちろん5次も)。スキルの大幅な見直し中であると何度かアナウンスされていたが、2007年9月12日にスキルバランスの調整が行われた。また、調整されなかった専門特性スキルの調整時に、1~3次のスキルの再調整の予定であるとアナウンスがあった(4次攻撃スキルについての言及は無かった)。

#### 攻撃スキル
攻撃スキルは高次の#職業に転職するにつれて選択できるスキルが増えていく。ほとんどの攻撃スキルに付加効果があり、付加効果は一部を除きDEBUF効果である。ウォーリア系とアーチャー系では攻撃スキルを発動する場合に装備武器の条件がある。ウォーリア系武器は、#片手剣、#槍、#両手剣の三種、アーチャー系武器は#弩、#長弓、#バリスタの三種である。ウィザード系も装備武器の条件(#杖またはスタッフ)はあるものの、杖とスタッフ以外に武器が無いため、事実上武器の制限は無い。その代わりにウィザード系攻撃スキルは属性によって系統立てられる。ウィザード系#攻撃スキルの属性の種類は火、水、大地、気候(風)、闇、光(光は、特性スキルは実装されているものの、攻撃スキル自体は未実装)の6種である。特性スキルの各武器の修練(ウォーリア系、アーチャー系)や各属性の研究(ウィザード系)にポイントを振らないと、攻撃スキルにポイントを最大に振ることはできない(初期状態で最大5p、修練や研究に2p振るごとに1pずつ最大が増えていき、最終的に10pが最大となる)。
攻撃範囲
攻撃スキルは、単体攻撃、スプラッシュ攻撃、範囲攻撃に分類される。単体攻撃はターゲットしたモンスター1体が対象、スプラッシュ攻撃はターゲットしたモンスターを中心に一定範囲のモンスター全てに同時にダメージが適用、範囲攻撃はスプラッシュと似ているが、ターゲットしたモンスターにまずダメージが適用され一瞬遅れて(ターゲットを除く)一定範囲のモンスター全てに同時にダメージが適用される。スプラッシュ/範囲攻撃の適用範囲はスキルにより違う。
ウォーリア攻撃
1次は片手剣スキルしかなく、両手剣スキルは3次転職(レベル40以上)するまで覚えられない。ウォーリア系の攻撃スキルにスプラッシュ/範囲攻撃スキルは無い。
- 1次(ファイター) 片手剣スキル×4
- 2次(パイクマン) 片手剣×2、槍×3
- 3次(グラディエーター) 片手剣×1、槍×2、両手剣×4

アーチャー攻撃
1次は弩スキルしかなく、バリスタスキルは3次転職(レベル40以上)するまで覚えられない。
- 1次(レンジャー) 弩スキル×4
- 2次(スカウト) 弩×2、長弓×3。2007年9月12日のスキルバランス調整前までは、弩スキルのバキュームアローが強力であった。
- 3次(チェイサー) 弩×1、長弓×2、バリスタ×2

ウィザード攻撃
ウィザード系の攻撃スキルには、範囲/スプラッシュスキルが豊富である。
- 1次(メイジ) 火スキル×2、大地×1、気候(風)×1
- 2次(エレメンタリスト) 火×1、水×1、大地×1、気候×2
- 3次(ソーサラー) 火×1、水×1、大地×1、気候×3、闇×2。2007年9月12日のスキルバランス調整前までは、3次気候(風)スキルのスタニングサンダーが特に強力なため、(ウィザード系の中では)風最強とも言われていた。闇スキルは研究がエレメント特性(4次以上)に含まれるため、ウォーロックに転職しないかぎり、スキルポイントを最大の半分の5pまでしか振ることができない。

#### 特性スキル
特性スキルには、基本特性(1〜3次)と専門特性(4次、5次)がある。特性スキルはスキルツリーの形式をとっている。アクティブサブスキルとパッシブスキルがある。
アクティブ補助スキル
特性スキルのうち、#MPを消費して任意に発動させるもの。装備武器の制限があるものもあるが、スキルを発動した後に武器を持ち替えても効果は継続する。
パッシブスキル
特性スキルのうち、(装備武器等)発動条件が満たされていれば自動的に効果が発動し続けるもの。MPは消費しない。アクティブ補助スキルにくらべ効果は小さい。
- ウォーリア特性
  - 防御特性 - 主に片手剣
  - 攻撃特性 - 主に両手剣
  - 体術特性 - 主に槍
  - 戦闘技術特性 - 4次転職以上(バーサーカー、ブラッドファイター)
  - 防御技術特性 - 4次転職以上(ナイト、コマンド)
- アーチャー特性
  - 戦闘特性
  - 技術特性
  - 潜行特性 - 2007年3月14日のスキル修正前は、潜行特性のハイドアタックが強力であった(修正後の今でも有用ではあるが)。
  - 射撃技術特性 - 4次転職以上(ボウマスター、バリスタ)
  - ダメージ技術特性(被害技術特性) - 4次転職以上(ローグ、ナイトストーカー)
- ウィザード特性
  - 回復特性 - ヒーラー系。隠密な光の修練はヒーラーにとって大事なスキルである。
  - 破壊特性 - 攻撃系
  - 保護特性 - BUF系
  - エレメント特性(元素特性) - 4次転職以上(ウォーロック、エルドリッチ)
  - 詠唱特性(祈願特性) - 4次転職以上(プレイヤー、プリースト)

### ソウルメイトシステム
性別を問わず、二人のユーザー(二つのアカウント)間でソウルメイトを組むことができる。お互いのキャラクターを(憑依によって)共有できる(3キャラクターそれぞれに共有の許可/拒否の設定ができる)。ソウルメイトとの距離・ソウルメイトレベルに応じて獲得#経験値にボーナスがつく。ソウルメイト専用のスキルを使うことができる。#ソウルメイト専用のチャットを使うことができる。などゲームを有利に進めることができる。
魂の神像
ソウルメイトは、#アルピニアの魂の神像(NPC)をとおして結成する。組む時にエバー(前衛向き?)/アフター(後衛向き?)の二つからタイプを選べる。タイプの違いは使用できるソウルメイト専用スキルである。
ケイブ
ソウルメイトの解除はアルピニアのケイブ(NPC)を通じて行う。解除にはお互いの合意の上での解除と強制解除がある。強制解除の場合ペナルティ(30分間ソウルメイトを結成できない)がある。
憑依
ソウルメイトを結んだ相手が非接続状態のとき、相手のキャラクターを操作することができる。憑依許可設定しているキャラクターに限る。憑依中はアイテムの販売ができない(購入はできる。重量が重くなった場合、精錬を行うしか、アイテム処分の方法がない)など、制約がある(基本的に相手(ソウルメイト)に不利になる行動はできない)。憑依中のキャラクターは名前が青で表示される。ノーマル/ささやきチャットでは発言が青で表示、クランチャットでは発言の前に「(ソウル)」と付く。パーティチャットは通常通りである。憑依中に、ソウルメイトがログインすると、憑依している側が強制終了され、確認ボタンをクリック後、ID入力画面に戻る。
胴輪
ソウルメイトを組むと指輪ならぬ胴輪?がキャラクターの周りに表示されるようになる。
ソウルメイトレベル
ソウルメイトレベル(ソウルメイトレベルは同一アカウントの3キャラクターで共通)は、ソウルメイト同士が一定の範囲内にいる(#パーティは組んでいなくても良い)時にモンスターを倒して(キャラクター)経験値を得ると、ソウルメイト経験値が得られレベルが上がっていく。ソウルメイトレベルが上がると、戦闘時の(キャラクター)経験値ボーナスが増える。現在のソウルメイトレベルの上限は21である。
ソウルメイト専用スキル
ソウルメイトレベルが上がることにより使用できるスキルが増えていく。(召喚、BUF系など)非戦闘スキルのみが実装されており、戦闘スキルは未実装である。非常に有用なスキルもあるが、使い方が難しいものも多く、発動できるものの効果が未実装のスキルもある。異性用/同性用の区別があるようであるが未実装(もしくは無かったこと)である。
非活性化
ソウルメイト専用スキルは、ソウルメイトがゲームにイン、ソウルの共有設定がオン、スキルごとの射程、の各条件を満たしていれば使用可能なのであるが、(サーバークライアント間の情報のずれのためか?)まれに非活性化のメッセージが出て失敗することがある。この場合、リスタートをすると解消される。
召喚
ソウルメイト専用スキルの一つ。ソウルメイトを自分のchの自分の位置に召喚できる。ソウルメイトが別chにいて、かつ#パーティを組んでいる場合、召喚できない(召喚する側はパーティを組んでいても問題ない)。
魂の伝達
ソウルメイト専用スキルの一つ。霊魂石に、ログオフしているソウルメイトの経験値をためることができる。きちんと実装されれば、そこそこ有用なスキルであると思われるが、事実上入手可能な霊魂石が最初期レベル帯のものだけであるのと、(最近は少なくなったが)エラー落ちしたり、リスタート、移動によるマップ変更などで魂の伝達が終了してしまうようなので使いにくい(マップ変更の場合、経験値をためるゲージは消えてしまうが、スキル自体が終了するかは不明)。魂の伝達をかけられたキャラクターの頭の周りを水色の人の形をした魂が飛び回るようになる。
霊魂石
アルピニアの#ソウェル商店で+1が販売。2006年のクリスマスイベントで+4までは稀に入手できたが、現在は事実上+2以上のものは入手不可能。公式サイトのゲームガイドによればレベル30程度まで用の販売品とそれ以上は#精錬で作成できるようになる可能性はある。

### ソウェルアイテムシステム(コスチュームRPG)
さまざまな外見の外形アイテム(武器盾防具)と、それらの能力を決めたり、キャラクターの#ステータスを強化するソウェル(Soul(魂)+Jewel(宝石)の合成語)という鉱物の組み合わせによってキャラクターの能力が決まるため、個性的な外見のキャラクターを作ることができる。武器、防具、盾、ソウェルは強化することができる(ソウェルは強化不可のものもある)。

#### 外形アイテム(武器・盾・防具)
キャラクター作成時に装備される初期装備、武器防具商店(NPC)の販売品、#モンスターのドロップ品、精錬NPCでの#組み立て品、#プレミアム装備がある。イベントなど期間限定で入手できた装備品もある(ウッドポーク、いちご、クラン名入り短剣、三角帽子&王子帽子(正式サービス開始記念#クエスト)、闇桜、秋Ver.ウッドポーク、桜ウッドポーク)。一部のMMORPGに見られる女性用装備だけが充実しているということは、本ゲームについては(デザインを気に入るかは別として)バリエーションの数では当てはまらない。男女同じ数の装備が実装されている。#ソウェルを外すと装備の耐久が減少し、0になると消滅してしまう(攻撃をしたり攻撃を受けたりで耐久が減ることはない)。耐久の回復は武器防具強化か、プレミアムアイテムのレストアリキッドを使うしかない。武器には転職段階制限(例：1次転職以上)とキャラクターレベル制限が設けられている。防具には#職業制限(例：グラディエーター以上。プレミアム防具の場合一次転職の職業(ファイター、レンジャー、メイジ)以上となっている)と性別制限、キャラクターレベル制限が設けられている。盾は基本的にウォーリア専用(無制限の円形シールド以外はファイター以上)でキャラクターレベル制限がある。それらの条件を満たしていないと装備することができない。装備は#精錬NPCを通じて#強化を試みることができ、成功すると発動率が上昇する。また10回強化に成功した装備は#名品となり、#補助ソウェルの効果が増大する。
武器防具商店
#アルピニア、#シラリス、#プレミオにある。S1の装備を販売。武器防具商店にしか無い装備(デザイン)がある。
装備のスロット
装備にはスロットと呼ばれるソウェルを装着する穴があいており、メインソウェルを装着するメインスロット(1)と補助ソウェルを装着する補助スロット(0~3)を合わせてS0からS4(S4はユーザー使用の装備については未実装で、GMの装備としては存在する)に区別される。初期装備はS0であり、見た目以外に意味を持たないが、他職のフリはできる。武器商店(NPC)で販売される装備はS1である。モンスターのドロップする装備はS2(一部S1)であり、一部を除いてオプションが付く(例、最大防御力+1)。精錬で組み立てる装備は、一部(短剣、短弓、円形シールド、ロングソード等はS2)を除きS3である。プレミアム装備はS3である。プレミアム装備にはオプションが付けられるようになる予定である。(当然なことでもあろうが)このようにプレミアム装備が有用なものとなっている。
発動率
装備にはそれぞれ発動率があり、メインスロットに装着されたソウェルの能力に発動率をかけたものが装備の能力となる。発動率は装備を#強化することによって上げることができる。
装備のオプション
全てプラスの修正である。武器のオプションは、#最大攻撃力、#最大魔法攻撃力、(#一般攻撃の)#クリティカル率、各武器#スキル攻撃力である。防具のオプションは、主に最大防御力である(以前は、実装されていたのか疑わしいオプションもあるが、各武器スキル攻撃力、最大魔法攻撃力、クリティカル率、各武器#スキルクリティカル率、スキル射程、#アイテムドロップ率、#クエスト報酬#経験値、#精錬レベル、#大地抵抗などがったが、#ダンジョン実装とともにほとんどが最大防御力に変更された。変更される以前に入手した防具のオプションは変更されずそのままである。モンスタードロップでの入手が不可能になったアイテムドロップ率オプションの混沌ブーツなどが取引所に非常に高額な値段で出品されることがある)。盾はモンスタードロップが無いので現在のところオプション付きのものは無い。#プレミアム装備にはオプションが付けられるようになる予定である。

##### 武器
短剣
メインソウェルは#勇気のソウェル系。右手。#テンダーフードも装備できる。
片手剣
メインソウェルは勇気のソウェル系。右手。主に#ウォーリア系用。威力(発動率)が小さい。スキル倍率が高い。
槍
メインソウェルは勇気のソウェル系。両手。主にウォーリア系用。威力(発動率)は中間で、射程が少しだけ長い。スキル倍率が高い。
両手剣
メインソウェルは勇気のソウェル系。両手。主にウォーリア系用。遅く、命中率は低いが、威力(発動率)が大きい。スキル倍率が低い。
短弓
メインソウェルは#集中のソウェル系。両手。テンダーフードも装備できる。(長弓と共通の)弓用の矢が必要。
弩(ボウガン、クロスボウ)
メインソウェルは集中のソウェル系。両手。主に#アーチャー系用。速く、命中率は高いが、威力(発動率)が小さく、射程が短い。スキル倍率が高い。通常攻撃には弩用の矢が必要。スキル攻撃には矢は不要。
長弓
メインソウェルは集中のソウェル系。両手。主にアーチャー系用。速さ、命中率、スキル倍率等、中間。通常攻撃には(短弓と共通の)弓用の矢が必要。スキル攻撃には矢は不要。
バリスタ
メインソウェルは集中のソウェル系。両手。主にアーチャー系用。遅く、命中率は低いが、威力(発動率)が大きく、射程がかなり長い。スキル倍率が低い。ウォーリア系キャラクターが#モンスターのFAや集めるのに使うこともある。通常攻撃にはバリスタ用の矢が必要。スキル攻撃には矢は不要。
杖・スタッフ
メインソウェルは#知恵のソウェル系。両手。主に#ウィザード系用。ウィザード系以外の職が装備するメリットは見た目だけ。
盾
メインソウェルは#護りのソウェル系。左手。片手用武器(短剣、片手剣)と組み合わせて装備できる(盾のみ装備もできるが)。円形シールドは、テンダーフード等ウォーリア系以外も装備できる。盾はモンスタードロップ品が無い。盾には虎眼石を装着することができ、攻撃力を強化できる。片手剣の発動率の低さを補って余りあると言えるかもしれない。

##### 防具
兜
メインソウェルは#忍耐のソウェル系。初期装備に兜が無く、#プレミアム兜を除いて、ある程度のキャラクターレベル(#ダンジョンドロップで20、#モンスタードロップ、#組み立て、#NPC販売は30程度)にならないと装備できる兜が無い。見た目だけの問題であるが、兜にはカツラが付属している場合があり、兜を装着すると、本来の髪型に関係なく、強制的にその兜に付属した髪型になる場合がある。兜表示はシステムのオプションでon/offの切り替えができる。
鎧
メインソウェルは忍耐のソウェル系。防具の中で最も発動率が高いので、鎧のレベルや強化、忍耐のソウェルの強化が、防御力に最も反映される。
ズボン(下衣)
メインソウェルは忍耐のソウェル系。防具の中で2番目に発動率が高い。
手袋
メインソウェルは忍耐のソウェル系。
靴
メインソウェルは忍耐のソウェル系。

#### ソウェル
ソウェル商店(NPC)販売品、#モンスタードロップ品(モンスタードロップ品のなかで#ダンジョンモンスターのドロップ品は特徴がある)、初期配給品、#クエスト報酬品がある。
ソウェル商店
#アルピニア、#シラリス、#プレミオにある。天然(未強化)のメイン/補助ソウェル、人造ソウェル、#霊魂石などが販売されている。
ソウェルの強化(ダンジョンモンスタードロップ品以外)
ソウェルには強化できるものがある。各種聖水を消費して強化を試みる。強化は複数段階可能である。強化によるソウェルの能力上昇値はそれぞれである。1回の強化成功につきキャラクターレベル制限が、武器/防具用メインソウェルは2レベル、盾用メインソウェルと補助ソウェルは3レベル上昇する。ある程度以上の強化レベルから強化失敗のリスクがある。強化失敗したソウェルは呪われ、強化レベルは変らないものの、能力が極端に下がり、使い物にならなくなる。浄化の聖水により呪われたソウェルを浄化を試みることができる。浄化に成功すると、失敗前のものに戻る(強化レベルは変らない)。浄化に失敗した場合、ソウェルは消滅する。ソウェルの強化は一定の強化レベル(ソウェルにより違う)以上になると事実上不可能になる。武器/防具用ソウェルはグレードの違ったものが実装されており、キャラクターレベルの上昇にともなって乗り換えていけるが、盾用ソウェルと補助ソウェルについては上位のものが無いので、ある程度のキャラクターレベルから、キャラクターレベルにソウェルの強化が追いつかなくなっていく。
ソウェルの強化(ダンジョンモンスタードロップ品)
ダンジョンドロップのソウェルは、武器/防具用メインソウェルと補助ソウェルがある。普通のソウェルと強化/浄化方法は同様である。現状、武器/防具用ソウェルの強化はNPC販売の聖水で間に合っている(上位レベル用ダンジョンが実装されれば、より上位の聖水を使うことになるかもしれない)。補助ソウェルの強化に使用する聖水は普通のものと同様である。強化は10段階まで試みることができる。強化成功によりキャラクターレベル制限が上がらない(低いレベルのキャラクターでも強化したものが装着できる)が、能力上昇値は小さい。スペードのダンジョンのドロップソウェルは、強化にもよるが、かなりのレベル(メインソウェルで40程度、補助ソウェルで30代中盤くらいか)まで、普通のソウェルと同等以上の能力を持つ。

##### メインソウェル
武器・防具の基本的な能力を決める。強化可能である天然ソウェルのうち、低いレベルのものはソウェル商店(NPC)より購入し、高いレベルのものはモンスターからのドロップである。人造ソウェルはソウェル商店(NPC)から購入または穴掘りで得られる。また、キャラクター作成時やクエストの報酬としてもらえるものもあるが、強化はできない。強化には、武器ソウェルは各種チタン聖水、忍耐のソウェルは各種オリハルコン聖水を消費する。レベル制限が設けられていて、制限レベルに満たないと装備品へ装着することができない。(ダンジョンドロップ以外の)武器/防具用メインソウェルは一回の強化成功につきキャラクターレベル制限が2レベル上昇する。初期は奇数レベル、中盤、後半は偶数レベルの2レベルごとに武器/防具用メインソウェル強化の時期がやってきて、強化することにより攻撃力や防御力が大きく上昇する。武器/防具用メインソウェルを装備から外すと装備品の耐久が30減る。
勇気のソウェル系
#物理攻撃力。#短剣、#片手剣、#槍、#両手剣に装着する。
集中のソウェル系
物理攻撃力。#短弓、#弩、#長弓、#バリスタに装着する。
知恵のソウェル系
#魔法攻撃力。#杖・スタッフに装着する。
忍耐のソウェル系
#防御力。各種#防具に装着する。
護りのソウェル
盾の基本的な能力(#ブロック率)を決める。天然ソウェル(強化可能)はソウェル商店(NPC)より購入し、人造ソウェル(強化不可)はソウェル商店(NPC)から購入または穴掘りで得られる。また、クエストの報酬としてもらえるものもあるが、強化はできない。強化には、カーボン聖水を消費する。レベル制限が設けられていて、制限レベルに満たないと盾へ装着することができない。一回の強化成功につきキャラクターレベル制限が3レベル上昇する。護りのソウェルを装備から外すと装備品の耐久が30減る。
天然ソウェル(ダンジョン以外)
強化可能。40(3次転職)〜の忍耐のソウェルはモンスタードロップであるのだが、入手が難しい(イベントの賞品になったこともある)。そのため取引所などでかなり高額(大いなる忍耐のソウェルよりも高い、NPC売却価格の数十倍)で取引されている。
| グレード・レベル           | 1(共通)〜                   | 24(2次転職)〜        | 40(3次転職)〜      | 58(4次転職直前)〜      | 5次転職(未実装)                |
| 入手方法                   | NPC販売、モンスタードロップ | NPC販売              | モンスタードロップ | モンスタードロップ     | 不明                           |
| 勇気のソウェル系(物理攻撃) | 勇気のソウェル片            | 小さな勇気のソウェル | 勇気のソウェル     | 大いなる勇気のソウェル | 偉大なる勇気のソウェル(未実装) |
| 集中のソウェル系(物理攻撃) | 集中のソウェル片            | 小さな集中のソウェル | 集中のソウェル     | 大いなる集中のソウェル | 偉大なる集中のソウェル(未実装) |
| 知恵のソウェル系(魔法攻撃) | 知恵のソウェル片            | 小さな知恵のソウェル | 知恵のソウェル     | 大いなる知恵のソウェル | 偉大なる知恵のソウェル(未実装) |
| 忍耐のソウェル系(物理防御) | 忍耐のソウェル片            | 小さな忍耐のソウェル | 忍耐のソウェル     | 大いなる忍耐のソウェル | 偉大なる忍耐のソウェル(未実装) |
天然ソウェル(ダンジョンドロップ)
10段階まで強化可能。強化成功によりキャラクターレベル制限が上がらないが、能力の上昇が少ない。ダンジョンドロップの忍耐のソウェルは普通のソウェルと違い、装着個所(防具)が限定される。
人造ソウェル
強化不可。ソウェル商店(NPC)から購入または穴掘りで入手。
| グレード・レベル           | 1(共通)〜            | 24(2次転職)〜            | 40(3次転職)〜      |
| 勇気のソウェル系(物理攻撃) | 勇気の人造ソウェル片 | 小さな勇気の人造ソウェル | 勇気の人造ソウェル |
| 集中のソウェル系(物理攻撃) | 集中の人造ソウェル片 | 小さな集中の人造ソウェル | 集中の人造ソウェル |
| 知恵のソウェル系(魔法攻撃) | 知恵の人造ソウェル片 | 小さな知恵の人造ソウェル | 知恵の人造ソウェル |
| 忍耐のソウェル系(物理防御) | 忍耐の人造ソウェル片 | 小さな忍耐の人造ソウェル | 忍耐の人造ソウェル |

##### 補助ソウェル
キャラクターの各#ステータスを上昇させる。一部を除き強化できる。強化にはカーボン聖水を消費する。補助ソウェルにはレベル制限が設けられていて、制限レベルに満たないと装備品へ装着することができない。一回強化するごとに制限レベルが3上昇する。ダンジョンドロップ品の補助ソウェルは、10段階まで強化可能で、強化によって制限レベルが上がらないが、強化による能力の上昇が少ない。ダンジョンドロップの補助ソウェルは、普通のソウェルに比べ装着個所(武器/防具)に制限がある。補助ソウェルを外すと装備品の耐久が5減る。補助ソウェルは各装備に0から3個付けられる。本ゲームの特徴として、補助ソウェルのステータス上昇効果が大きく、レベルアップにより上がった本来のステータスよりも、補助ソウェルによる補正値のほうが大きくなるステータスもある。本ゲームには、もう一つの特徴として#レベル差によるダメージ補正が大きいことがあるため、レベルアップと補助ソウェル強化/#名品でどちらが強くなるとは、いちがいに言うことはできないが、特徴的なシステムである。
虎眼石系
NPC販売(強化可能)、ダンジョンドロップ(強化可能)、クエスト報酬(強化不可)がある。#力上昇。基本的に、#武器、#盾、#手袋に装着。
猫眼石系
NPC販売(強化可能)、ダンジョンドロップ(強化可能)がある。#敏捷上昇。基本的に、#ズボン、#靴に装着。
龍眼石(グリーンオパール)系
NPC販売(強化可能)、ダンジョンドロップ(強化可能)、クエスト報酬(強化不可)、ボスモンスターレアドロップ品(強化不可)がある。#体力上昇。#鎧に装着。
魔眼石系
NPC販売(強化可能)、ダンジョンドロップ(強化可能)、クエスト報酬(強化不可、名前が鷹眼石でも効果は魔眼石のクエスト報酬品がある)がある。#エネルギー上昇。鎧に装着。
鷹眼石系
NPC販売(強化可能)、ダンジョンドロップ(強化可能)、クエスト報酬(強化不可)がある。#精神力上昇。基本的に、#兜、靴に装着。
金眼石系
NPC販売(強化可能)、ダンジョンドロップ(強化可能)がある。#幸運上昇。基本的に、兜、手袋に装着。
トパーズ
NPC販売。強化可能。#アイテム獲得率上昇。盾に装着。
アクアマリン
モンスタードロップ。強化不可。無印(+0)と+1がある。#回避率上昇。ズボン、靴に装着。
黄水晶
NPC販売。強化可能。#魔法防御力上昇。盾、鎧、手袋に装着。
フローライト系
NPC販売。強化不可。#攻撃属性上昇。武器に装着
スピネル系
NPC販売。強化不可。#防御属性上昇。防具(兜、鎧、下衣、手袋、靴)に装着。
金紅石
イベント配布?。強化不可。装着部位により変化。兜、下衣、手袋に装着

##### 聖水
各種ソウェルの強化/浄化に使用する。入手方法は主に#雑貨商店。クエスト報酬で貰うこともある。錬金で生産可能な聖水もあるが錬金成功率は低い。武器/防具ソウェル用聖水の高位のものはモンスタードロップ。
チタン聖水系
各種武器ソウェルの強化に使用する。強化に失敗するとソウェルは呪われ能力が著しく低くなる。
オリハルコン聖水系
各種忍耐のソウェルの強化に使用する。強化に失敗するとソウェルは呪われ能力が著しく低くなる。
カーボン聖水
護りのソウェル、各種補助ソウェルの強化に使用する。強化に失敗するとソウェルは呪われ能力が著しく低くなる。
浄化の聖水
強化に失敗し呪われたソウェルの浄化に使用する。浄化に失敗したソウェルは消滅する。

### 一般アイテム
#ソウェル、#聖水、#精錬材料、HP/MP回復薬、装飾品、矢筒、帰還の書(位置セーブした町に#テレポート)、復活の書(死んでいる他のキャラクターをその場で生き返らせる)、シャベル、呪文書などがある。入手方法は、#モンスタードロップ、雑貨商店、#精錬、#穴掘り、#クエスト報酬、#プレミアムアイテムガチャなどである。
雑貨商店
#アルピニアに2ヶ所、#シラリスと#プレミオに1ヵ所ずつある。矢筒各種、HP/MP回復薬各種、帰還の書、復活の書、普通のシャベル、低位の呪文書各種、低位の#チタン聖水各種(武器ソウェル系強化)、低位の#オリハルコン聖水各種(#忍耐のソウェル系強化)、#カーボン聖水(#護りのソウェルと#補助ソウェル強化)、#浄化の聖水(呪われた#ソウェルの浄化)、低位の装飾品各種、などが販売されている。
回復薬
#HP/#MPを回復する。HP回復薬は、キャラクターがある程度のレベルになると、最上位のものでも回復量が不足気味になる。MP回復薬の最上位のものは、高価で回復量が非常に多く、キャラクターがかなり高いレベルにならない限り、贅沢な品となっている。
装飾品
雑貨商店販売品、精錬NPCでの#錬金品などがある。ソウェルは装着できない。装飾品には装飾品レベルがあり、それぞれ装備可能なキャラクターレベルの条件がある。主にキャラクターの#ステータスを上昇させる。装飾品をつけても外見が変わることは無い。
ネックレス（レベル1〜5）
入手方法は、雑貨商店(NPC)で購入(レベル1と2)、精錬NPCで錬金(レベル1〜5)、穴掘り、モンスタードロップ、クエスト報酬(装飾品レベル無し)、#ボスモンスターレアドロップ(装飾品レベル無し)、プレミアムアイテムガチャ(装飾品レベル無し)。期間限定で入手できたネックレスもある(お守り)。
指輪（レベル1〜3）×2
入手方法は、雑貨商店(NPC)で購入(レベル1と2)、精錬NPCで錬金(レベル1〜3)、穴掘り、モンスタードロップ、クエスト報酬(レベル無し)、ボス・Namedモンスターレアドロップ。

### プレミアム(課金)アイテム
ベクター(クレジットカード/WebMoney)・ネットマーブル(クレジットカード/銀行振り込み/NET CASH/Webmoney/コンビニ決済/携帯払いサービス/MPクーポンなどでMP(マーブルポイント)をチャージし、MPをMACにチャージする。商品購入や資料請求、会員登録などでもMPをチャージできる。)のサイトでMACをチャージをし、ゲーム内NPCよりMACを使って購入する。ヘアーサロン以外のプレミアムアイテムは購入時に、自分のインベントリー/倉庫に購入する以外に、そのときログインしているキャラクターにプレゼントすることも選べる(もちろん自分に購入した後で手渡しでプレゼントも可能であるが)。プレミアムアイテムは、正式サービス開始に伴い実装された(ネットマーブルではMAC販売が一ヶ月遅れて開始された)。プレミアムアイテムは、最初は種類が少なかったものの、正式サービス開始から2007年冬頃までは毎週のように追加された。2007年夏頃からは月に1~2回、主に装備品とそのガチャが追加されている。
プレミアム商店
#アルピニア、#プレミオにある。プレミアム装備、乗り物、機能性アイテムを販売している。アルピニアのプレミアム商店のみプレミアム装備の交換ができる。
プレミアム装備(#武器/#盾/#防具)
#武器防具商店防具、#モンスタードロップ防具、#組み立て防具は、職業/性別により防具の種類の違いがあるが、プレミアム防具は、一部を除いて職業/性別により種類の違いは無い。各プレミアム防具の外見は、性別により決まり(性別により多少見た目の違いがある)、#職業やレベルによって違いは無い(発動率は違う)。同じ職業で同じレベルののプレミアム防具の発動率は、性別による違いは無く、基本的に同一である(レアアイテムは少し良い)。プレミアム武器/防具の価格(MAC)は、その装備の種類により決まり、職業、性別、レベルには関係しない。現在のところテンダーフードが装備できるプレミアム装備は(武器、盾、防具とも)無い。プレミアム装備に使用期限は無い。プレミアム装備は現在のところすべて#S3である。#オプションを付けられるようになる予定である。期間限定で販売されたプレミアム装備もある(アンビルハート、サンタ&トナカイ)。
乗り物
一部の乗り物を除き、レベル30から受けられる乗り物免許クエストを消化しなければ、乗ることはできない。免許クエストの制限の他に、使用キャラクターレベル制限もある(レベル30では使用できない乗り物もある)。乗り物は期限付き(3日、7日、30日)である。乗り物は、2006年11月29日〜12月6日の試乗キャンペーンのあと、12月6日に実装された。
機能性アイテム
消費アイテムである。装備の耐久回復、スキルのリセット、#倉庫の拡張(消費だが、拡張に期限は無い)、獲得#経験値増加、#HP/#MPの回復、HP/MP/#攻撃力/#魔法攻撃力の増加、特定のキャラクターのいる場所に#テレポートなどのアイテムがある。
プレミアム装備の交換
プレミアム装備(と一部のレアドロップ装備?)はNPCにゲーム内通貨(ゴールド)を支払うことにより、装備レベル(レベルに伴い発動率も)のアップグレード/ダウングレードができる(強化レベルの変更もダウンに限り可能。交換に必要なゴールドは強化レベルによって大きく違い、+10(名品)から+10の交換だと300万Gほど必要になる)。プレミアム装備の交換は2006年11月15日に実装された。
ガチャ
アルピニアにガチャ専用NPCがいる。武器、防具、乗り物のガチャがある。普通のプレミアムアイテムより発動率が良かったり(装備)、速い(乗り物)レアアイテムが出ることがある。レアアイテムは色が違う。多少デザインが違ったり(メカパンダ)、エフェクトが違ったりするものもある(デーモンシリーズのレア)。ガチャは、武器はセットの個々の武器(片手剣と盾のいずれか、槍、両手剣、長弓、弩、バリスタ、杖)、防具はセットの防具一式(兜、鎧、ズボン、手袋、靴のいずれかが出る)、乗り物は個々の乗り物であり、開けるといずれか一つが出る。ガチャは元になるセット/アイテムと同時に実装されるものと後になって実装されるものがある。正式サービス開始当初は、ガチャは発売されていたものの、ガチャ専用NPCは実装されていなかった。2006年12月13日にガチャ専用NPCが実装された。期間限定で販売されるガチャもある(アンビルハート、サンタ&トナカイ巫女&祝人ダイバー&すくみず、水着&ビキニ)。また、2007年9月12日に「月蝕の宝箱」が追加された。中身は、イクリプスムーンの武器7種と盾・ポーション類・ネックレス2種のうちいずれか一つであり、「全スキル初期化」を除き、通常のものより発動率や効果がかなり高く、福袋的な商品ではあるが、装備品は出にくい。
ヘアーサロン
アルピニアにある。髪型(色も)を変えることができる。ゲームのオプションで#兜の表示/非表示を選択できる。

### インベントリー・倉庫
アイテムは、インベントリー・倉庫に格納される。アイテムはスタックされるものとされないものがある(アイテムのスタックはシステムで自動的に行われる)。
インベントリー
重量で6700まで持つことができる。インベントリーは広く(#一般アイテム60スロット/#装備&#乗り物&#機能性アイテム30スロットと倉庫よりも広い)、一般アイテム(#装飾品は一般アイテム)と装備&乗り物&機能性アイテムに分かれており、#クエストでの収集品はインベントリーには格納されないため、まず不足を感じることは無いであろう。ただ、一般アイテム、装備アイテム、乗り物、機能性アイテム(機能性アイテムの重さは無視できるほど軽いが)にはそれぞれ重さがあり、#合計重量が70%/90%を越えるとペナルティがある。インベントリーを増やす手段は無い(あまり必要が無いとも言える)。
倉庫
#アルピニアに2ヶ所、#シラリスと#プレミオに1ヵ所ずつある。1アカウント3キャラクターまで作れるが、倉庫は各キャラクター毎に別々である。一般アイテム/装備&乗り物&機能性アイテムの区別が無く、初期状態で30しかスロットが無いため、(プレイスタイルにもよるが)だんだん不足を感じるようになることもある。スタックされるアイテムを複数のスロットに分けて格納することはできない(スタックされないアイテムは分けて格納される)。また一つのスロットに格納できる数は重量合計で32767までである。倉庫のスロットは倉庫用整理箱(#プレミアムアイテム)で150個(初期(30)+倉庫用整理箱(30)×4)まで拡張することができる(拡張に期限は無く、一度拡張すれば、ずっと使用できる)。

### アイテム取引所
2006年7月26日実装された。取引所は(現在サーバーはアルピニアサーバー1つだけであるが)サーバー毎であり、同一サーバーならチャンネルを問わず共通である。取引所は#アルピニアと#プレミオにある。取引所は販売登録だけで、買い取り登録は無い。取引所を使わずにキャラクター間での直接取引きも可能であるが、露店ではなく公式の取引所(NPC)でアイテム取引を行うため、(相場よりかなり高い値段が付いている場合もある)詐欺などが起こりにくいと言える。また、取引所に登録すればゲームにインしている必要が無いので、無駄にゲームが重くならないと言える(逆に賑わいが無くなるとも言えるが)。#一般アイテムと#装備&#乗り物はアイテム登録のカテゴリーが分かれている。アイテム登録の際に希望売価を設定(販売する側が価格を決める。最高1億G(手数料100万G)まで設定できるようである。)し、その1%を仲介料としてNPCに支払う。取引所へのアイテムの登録期間は1時間〜24時間の選択肢から選択し、登録期間満了したアイテムは手動で回収する。取引所に登録期間満了後2週間以上(#倉庫代わりに)アイテムを置いたままだと、アイテムが削除されることがある。#プレミアムアイテムのうち装備、乗り物以外の#機能性アイテムは取引所に出品できない(キャラクター間の取引は可能)。#ソウェルを装着した状態の装備品は、取引(取引所、キャラクター間ともに)できない。装備アイテム(ネックレス、指輪は一般アイテムである)は一度でも装備すると(取引所、キャラクター間ともに)取引できなかったが、2007年9月5日より、一部を除き取引できるようになった。一部、取引(取引所、キャラクター間ともに)できないイベント配布アイテム((緑の)ウッドポーク装備や闇桜)があったが、2007年9月5日以降、闇桜については取引不可のままのようである(ウッドポーク不明)。

### 精錬・組立システム
#アルピニア、#シラリス、#プレミオの各町にいる精錬NPCを通じて行う。
武器防具強化
#武器/#防具/#盾の強化に成功すると発動率が上がる。失敗しても消滅するとか強化レベルが下がることは無い。成功失敗に関わらず、耐久が1割回復する。10回強化に成功した装備は名品(+10)となり、#補助ソウェルの効果が一部(#フローライト系、#トパーズなどは効果の上昇が少ない)を除き倍になる。名品となった装備は、強化では耐久を回復できなくなり、#プレミアムアイテムを使用して回復することになる。#プレミアム装備の場合、#交換により強化レベルを下げて強化可能にすることは可能ではある。名品になった武器・盾は光る(点滅する)(+7くらいから、かすかに光り始める)。
武器防具組立
各種武器、盾、防具を組み立てできる。組み立てに失敗は無いと思われるが、#組み立てレベルを満たしていない#装備は組み立てすることができない。一部を除き組み立て装備は#S3であり、#オプションは付かない。
一般アイテム錬金
錬金できる#アイテムは、各種組み立て/錬金材料、各種#装飾品、各種#回復薬、各種#聖水、各種呪文書である。錬金は失敗することがあり、その場合、錬金に使用した材料は全て失われる。聖水と装飾品以外は、ほとんど失敗は無いと思われる。聖水の錬金は特に難しい。装飾品では、#ネックレスよりも#指輪の錬金が難しい。MP回復薬については材料さえあれば#雑貨商店から購入するよりも錬金したほうが安上がりなようである。上位呪文書錬金の材料となる最下位呪文書はアルピニアの雑貨商店で買うことができる。
原材料加工
各種組み立て/錬金材料を加工できる。

### 穴掘りシステム
穴掘りはシャベル(携帯シャベル(初期所持)、普通のシャベル(#雑貨商店で販売)、工兵のシャベル(穴掘りで発掘))を使用することによって行う。穴掘りには、マップごとに掘り出されるものが違い、マップごとにレベルキャップがある。#精錬材料、#回復薬、#装飾品、#ソウェル、宝箱(宝箱は#ガチャ	と同じように空けてみるまで何が出るか分らない。中身は、ウルトラパンチ(用途不明、はずれか?)、#プレミアム回復アイテム、#プレミアム靴等である)、工兵のシャベル等が掘り当てられる。

### クラン(ギルド)
10〜30名(当初の構想では50〜70名だったようだ)。設立時に、親睦を目的とした平和クランと他のクランと戦闘できる戦闘クランの二種類から選択できるが、クラン間戦闘が未実装のため、現在のところ違いは無い。クランに加入するとキャラクター名の上にクラン名が表示されるようになる。また、クランメンバー同士で#クランチャットを使用できる。ベクターがサービスするブログのMaglogにMicMacクランというカテゴリがあり、クランのブログをそこに開いて、クランメンバーの交流やメンバーの募集、活動報告などに利用しているようである。なおmaglogサービス前の試験(クローズドβサービス)として、MicMacクラン専用maglogが提供されたという経緯もある。2006年8月下旬に、クラン専用コミュニティサイト「クランへの道」がオープンしているが、あまり利用されていないようである。
エラ
#二次転職済みのキャラクターが受けられるクラン設立クエストを消化すれば、#アルピニアのエラ(NPC)を通じてクランを設立できる(設立時・定員増加にゲーム内通貨が必要)ため、他のゲームに比べギルド設立のハードルは低い。クラン長のみがクラン加入手続きを行える。副クラン長などはシステム的には存在せず、加入手続きの委任も行えないため、クラン長のサブキャラクターは、そのクランに加入することができない。

### 友達(フレンド)
友達を50人まで登録できる。登録に相手の許可はいらないが、礼儀として許可を求めることが多いようである。友達のレベル、職、現在インしている#マップを知ることができる。また、#ささやきを簡便にできるようになる。#クランリストにはインしているマップが表示されないため、同一クランでも友達登録をする場合もある。登録に許可が要らないことから(公式の処罰対象であると思われるが)ストーカー行為に利用される危険はある。

### チャットシステム
不適切な表現・言葉が含まれる内容をチャットに書き込もうとしたとき、書き込もうとした内容の代わりに、「正しくきれいな言葉を使用します。」と書き込まれることがある。初期状態でノーマルチャットとささやきチャットのみが全チャットウィンドウに表示されるようになっているが、このままだとクランチャット等を見逃すこともあるので、好みによるがオプションを変更して全てのチャットが全てのチャットウィンドウに表示させるようにしたほうが良いかもしれない(エラーで落ちたときなどにチャット表示のオプションが初期状態に戻る)。
エモーション
チャットとともに、エモーション(喜ぶ、怒る、悲しむ、感謝、あいさつ、突撃、決闘の申請、ダンス1、ダンス2)が実装されており、感情の表現などができる。

#### チャットの種類
ノーマルチャット
文字色は白。オープンチャット、範囲広め。シャウトモードの場合、文字色は赤で、届く範囲は同一chの同一マップ?
#パーティチャット
文字色は緑。マップ移動のときの会話は記録されないことがある。
ソウルメイトチャット
文字色はピンク。ソウルメイト専用のささやきチャット。別のch同士でも会話できる。以前は別chにいると書き込んだように見えても相手には伝わらないという不具合があったが、2006年11月22日に修正された。
#クランチャット
文字色は水色。別のch同士でも会話できる。マップ移動のときの会話は記録されないことがある。
ささやきチャット
文字色はグレー。wisper。1対1のチャット、別のch同士でも会話できる。
チャンネルチャット
未実装
システムメッセージ
文字色はメッセージのそれぞれの色。チャットではないが、(チャットと独立はしているものの)チャットウィンドウに表示される。

### 主な未実装システム
- #ウィザード系以外の#職(#モンスターを含む)の#攻撃属性と全職(モンスターを含む)の#防御属性(#ダンジョンにおいては実装されている可能性がある)
- #魔法防御力(ダンジョンにおいては実装されているようだ)
- モンスターの#スキル攻撃(ダンジョンにはスキル攻撃をしてくるモンスターが存在する)
- コモンジョブとデュアル転職
- 5次職(と偉大なる〜のソウェル)
- 4次/5次#攻撃スキル
- 一部の#スキルの効果
- #ソウルメイト専用スキルの性別タイプおよびソウルメイト専用戦闘スキル
- ソウル(霊魂体)接続機能
- #クラン間戦闘(GvG)および同盟
- クラン情報ウィンドウにおける告知事項と呼称
- #チャンネルチャット
- 分岐クエスト・ソウルメイト専用クエスト・パーティ/クラン専用クエスト
- #プレミアム商店ウィンドウにおける、新商品とイベント商品
- #プレミアム装備の#オプション
- #S4装備
- #霊魂石+2、+3の販売と、より高位の霊魂石の#精錬実装
- (撃たれて倒れる#エモーション) GMイベント「MicMacコレクション」においてGMのエモーションとして目撃される
- (上位レベル用クエスト)
- (上位レベル用ダンジョン)
- (クローラーピックル(レベル45)、パイクホース(45)、ストーンゴーレム(48))

## ローカルルール
PL(Power Leveling)
PL行為について、twink(親の七光り)も含めて、寛容であるといえる(過度のPLは不快感を持つユーザーもいると思われるが)。PLの舞台となる太陽の海岸、プレミオが、低いレベルのキャラクターでも行くことができるため、高いレベルのキャラクターと#パーティを組んで高いレベルのキャラクターが戦っているのを見ているだけで(極端に言えば無人状態でも)楽しいかは別にして簡単にレベルを上げることが可能である。
RMT(Real-Money Trading)
公式に禁止されている行為であり、厳しく処罰されるものと思われる。が、課金アイテムの取引は可能であり、その場合現金を得る側のプレイヤーはいない(現金は運営側に支払われる)ものの、間接的にではあるが、現金でゲーム内通貨(ゴールド)を得ることは可能である。
アイテム放置
拾わないアイテムはいつまでも残るゲームシステムであるため、アイテムを拾わないままだとゲームの動作が重くなる。最悪GMへ通報されることもある。
#ノーマル(オープン)チャットでの会話
ノーマルチャットの届く範囲が広いため、他の人のチャットの邪魔になることがある。
特定の#モンスターの占有
#ボスモンスターの出現間隔が長いため、過度の占有は嫌われる行為だと言える。また、どの程度か不明であるが、運営側も狩り場の占有について問題とは認識しているようである。
横取り・ルート・横殴り
狩場に他のパーティがいた場合、場所を変えるかchを変えて、乱戦状態を避ける傾向があるため、起こりにくいことであるが、嫌がられる行為である。
適正外レベルの狩り
狩っても#経験値が入らないレベルのモンスターを狩るユーザーがいる。材料集めの場合もあるが、ほとんどは金稼ぎが目的である。公式に禁止されているわけではないが、狩り場に他のユーザーがいる時などは微妙な行動ではある。

## 用語・方言
_T
ティリアサーバーの名残。以前はアルピニアサーバのほかにティリアサーバーが存在した。サーバー統合の際に#クラン/キャラクター名が重複した場合、ティリアサーバーのクラン/キャラクター名の後ろに「_T」が追加された。統合によりキャラクター名に「_T」の付いたキャラクターは、(2007年2月28日までは)公式サポートに連絡することにより、好きな名前に変更することができた。意識的につけることもできるが、クラン/キャラクター名の後ろに_Tが付いたキャラクターのほとんどは、元ティリアサーバーのキャラクターであろう。
CC(キャラクターチェンジ)
リスタートして、操作するキャラクターを変えること。
DODGE(ドッジ)
回避。キャラクターまたは#モンスターが攻撃を回避した時に表示される。ダメージは適用されない。
FA
First Attack。最初の一撃。
G(ゴールド)
ゲーム内通貨の単位。
IMMUNE
影響無し、免疫。#無敵状態のモンスターを攻撃した時に表示されることがある。ダメージは適用されない。
MAC(マック)
#プレミアム商店/ヘアーサロンの利用に必要なポイント。クレジットカードまたはWebMoneyなどで決済する。
MISS(ミス)
失敗。キャラクターまたはモンスターが攻撃を失敗した時に表示される。また、モンスターが無敵状態の時にキャラクターが攻撃した時にも表示されることがある。ダメージは適用されない。
PT
#パーティのこと。
S0、S1、S2、S3、S4
#装備の#ソウェルを装着する#スロット数による分類。
SM、メイト、ソルメ
#ソウルメイトのこと。
SS
スクリーンショットのこと。
#アクティブアタックスキル、AAスキル、アタックスキル
いわゆる攻撃スキル。
#アクティブ補助スキル、アクティブサブスキル、ASスキル
#特性スキルのうち任意に発動させるもの。
#回復魔(ヒーラー)
回復系スキルを主とする#ウィザード。
#ガチャ
ガチャ専用NPCより購入。#プレミアムアイテムである。普通のプレミアムアイテムより性能の良く、色/デザイン/エフェクトの違うレアアイテムが出ることがある。
カニ
#太陽の海岸の#ボスモンスター「護送者カーニバル」のこと。ドロップが良いことで知られる。ティックタッククラブやゲイプクラブを指すこともある。
カビ
#征服の地のボスモンスター「ヒステリックカビット」とその取り巻きの「カビット親衛兵」のこと。「カビット親衛兵」は、以前は倒すと同時に再出現したため効率の良い狩り場として人気であった。
クールタイム
#アクティブアタックスキル/#アクティブ補助スキルやアイテム(#回復薬や#乗り物など)を使用してから、次に使えるまでのディレイタイム。スキルのクールタイムはスキルごとに独立している。アイテムのクールタイムは種類ごと共有される。回復系のアイテムでHP/MPが同じグループになるため、特に回復薬では、MP回復薬を使ったためにHP回復薬を使えない(またはその逆)ことで、死んでしまうことがある。
クイックスロット
ショートカットを登録する。1から0の10個×5(それぞれに装備武器を選べる武器スロットが付属する)。
クエ
#クエストのこと。
#クラン
ギルド、血盟のこと。
ささ
#ささやき。wisper、tell、耳打ちのこと。
サブソウェル
#補助ソウェルのこと。
#スロット
いわゆるソケット。装備に空いているソウェルを装着する穴。
鷹
#鷹眼石のこと。
タゲ
ターゲット
ダンス
ダンス#エモーション。2種類実装されている。実装された当時はみんな踊ったものだ。
デスペナ
デスペナルティのこと。
#テンダーフード
ノービス、基本職。
虎
#虎眼石のこと。
鳥
#プレミオ地域のボスモンスター「ブラックイーグル」のこと。攻撃力が高く、移動速度が速い。
殴り魔
近接攻撃武器の#一般攻撃で戦うウィザード。育てるのは困難。
猫
#猫眼石のこと。
#破壊魔
魔法攻撃を主とするウィザード。
#パッシブスキル
特性スキルのうち、発動の必要が無く、(条件を満たしていれば)常に効果が発揮されるもの。
#発動率
装備の基本的能力。発動率に装着したソウェルの能力をかけたものが、装備の能力となる。
離れすぎ
(サーバー・クライアントの情報のずれのためか?)スキル発動に失敗した時に出るメッセージ。距離0のとき(自分にかけるとき)に発生する場合もある。同様の症状として、「データー異常」や「移動中」がある。
#憑依
ソウルメイトを結んだ相手のキャラクターを操作すること。相手が許可設定しているキャラクターにのみ憑依することができる。
#プレミアムアイテム
課金アイテムのこと。
放火魔
火炎の持続ダメージ(フレイム、ヘルファイアー、ファイアストーム)によりモンスターを倒すウィザード。
#保護魔
いわゆるBUF系のウィザード。
#無敵
引き返す途中のモンスターにターゲットされると、一方的にダメージを受ける状態になってしまう(逃げるしかなくなる)。特に逃げながらや遠距離から戦闘するウィザード系/#アーチャー系では、やっかいである。
#名品
装備を10回強化成功すると名品になる。名品になると、補助ソウェルの効果が増大する。
リスタ、リログ
リスタートしてゲームに入りなおす。ちなみに、ネットマーブルのクライアントにはリスタートは無く、終了だけである。
#リンク
モンスターの持つ習性で、一定距離内のモンスターに加勢すること。
龍
#龍眼石のこと。
#レベル差補正
5レベル以上のレベルのモンスターからは半端じゃないダメージを受ける。
#輪
ソウルメイトを組むと胴の周りに輪が表示されるようになる。#アーチャー系潜行特性スキルのアンブッシュを使うとキャラクターが見えなくなってしまう(本人には半透明に表示される)のであるが、輪は消えない。ソウルメイトを組んでいるキャラクターがアンブッシュを使うと、他の人は輪だけが移動していくという、けっこうシュールな光景を目撃できる。

## これまでの主な経歴
- 2006年6月1日〜15日 クローズドβテスト実施
- 2006年7月7日〜11月1日 オープンβテスト実施
- 2006年11月1日 正式サービス開始
- 2006年12月22日 シーズン2開始。4次転職部分実装。
- 2007年3月14日 ダンジョン実装
- 2007年9月1日 ベクターからベルクスに運営が移行[5]
- 2007年9月12日、10月10日 日本独自のバランス調整実施
- 2008年9月30日 サービス終了